# Bylerward

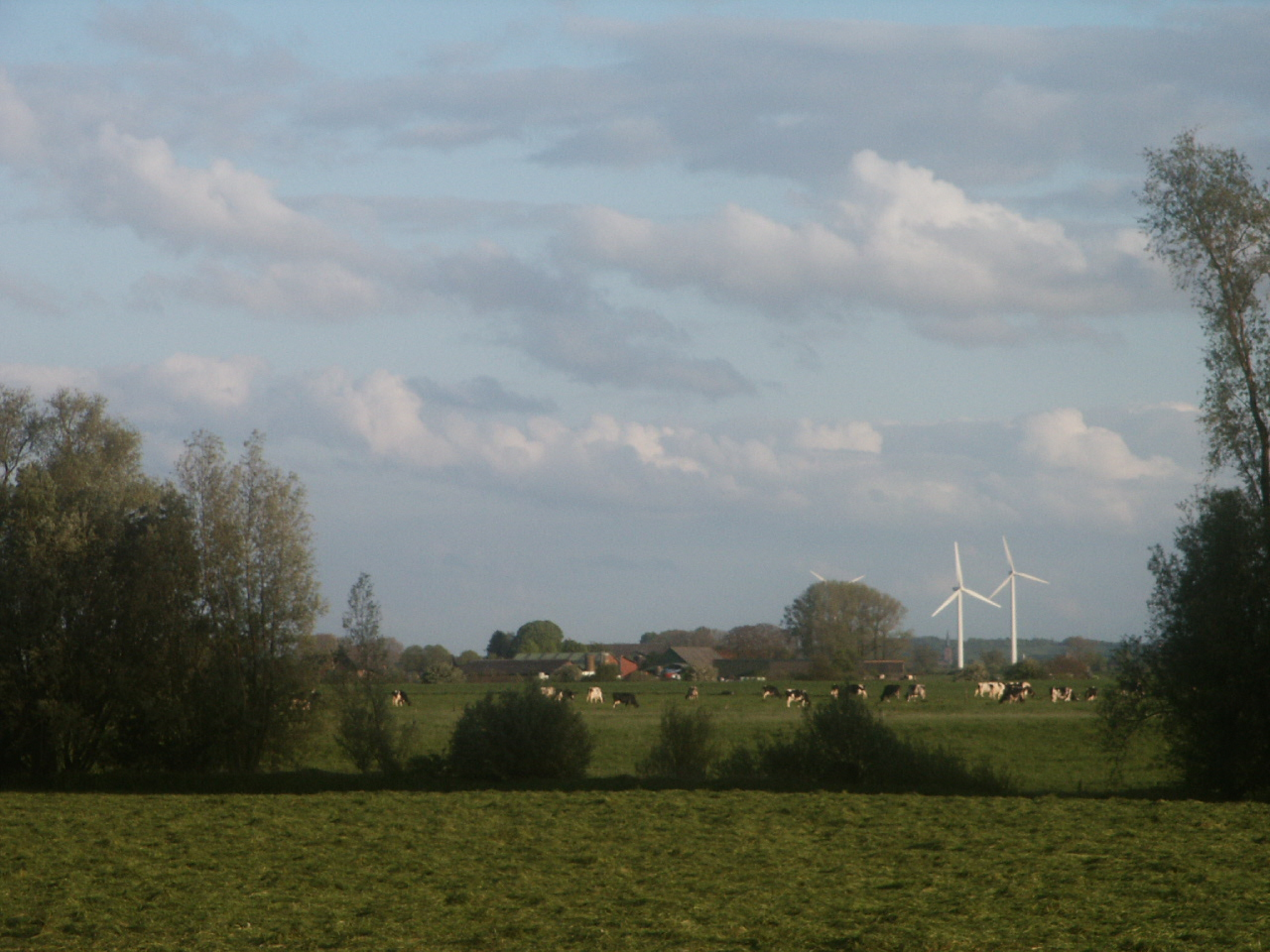
Landschap van Bylerward

Bylerward is een dunbevolkt poldergebied en Ortsteil van de gemeente Kalkar in de Duitse Nederrijnregio.
De polder ligt tussen Wissel en Emmericher Eyland en wordt ontwaterd door de Kalflack, die de polder in het westen omsluit en bij Emmerik uitmondt in de Rijn. Deze rivier valt binnen het natuurgebied Deichvorland bei Grieth mit Kalflack. Kleinere ontwateringsgeulen zijn het Volksgatt, de Emmericher Eyland Graben en de Entensumpfgraben.
Het gebied van ca. 728 hectare vormt een beschermd landschap en wordt overwegend agrarisch gebruikt. Sinds de jaren 60 wordt de polder, die voordien jaarlijkse overstromingen kende, beschermd door een zware winterdijk.

## Fauna en flora
Tot de fauna behoren de gebruikelijke wildsoorten als ree, haas, fazant en eend maar ook vos, das, muskusrat en vleermuis. In het koude jaargetijde overwinteren in het gebied grote groepen Arctische ganzen.
Ook de volgende vogels zijn gesignaleerd: wilde zwaan, ooievaar, kievit, tureluur, grutto, wulp, scholekster, aalscholver, buizerd, torenvalk, kerkuil, ransuil, steenuil, patrijs, huiszwaluw, boerenzwaluw, koekoek, kauw, kleine bonte specht, winterkoning, putter, rietzanger, ijsvogel, grauwe vliegenvanger, boomkruiper, leeuwerik en verschillende soorten reigers, duiven, meeuwen, mezen en vinken.
Als zeldzame amfibieën en insecten in het gebied werden, aan de hand van een summiere inventarisatie, genoemd rugstreeppad, kamsalamander en glassnijder (libel).
De flora van hagen en wegkanten bestaat onder meer uit wilg, sleebes en meidoorn.

## Bestemmingsplannen
Een plan, dat rond de eeuwwisseling door de overheid gepresenteerd werd, om een groot deel van de polder te bestemmen tot retentiegebied (720 hectare, 30 miljoen kuub) stuitte op verzet bij de bevolking en vond tot op heden geen doorgang.
Ook de realisering van een particulier plan voor de vestiging van een start- en landingsbaan voor zweefvliegtuigen (en wellicht ook enkele sportvliegtuigen) kon als gevolg van protesten van bezorgde omwonenden vooralsnog geen doorgang vinden.

## Afbeeldingen

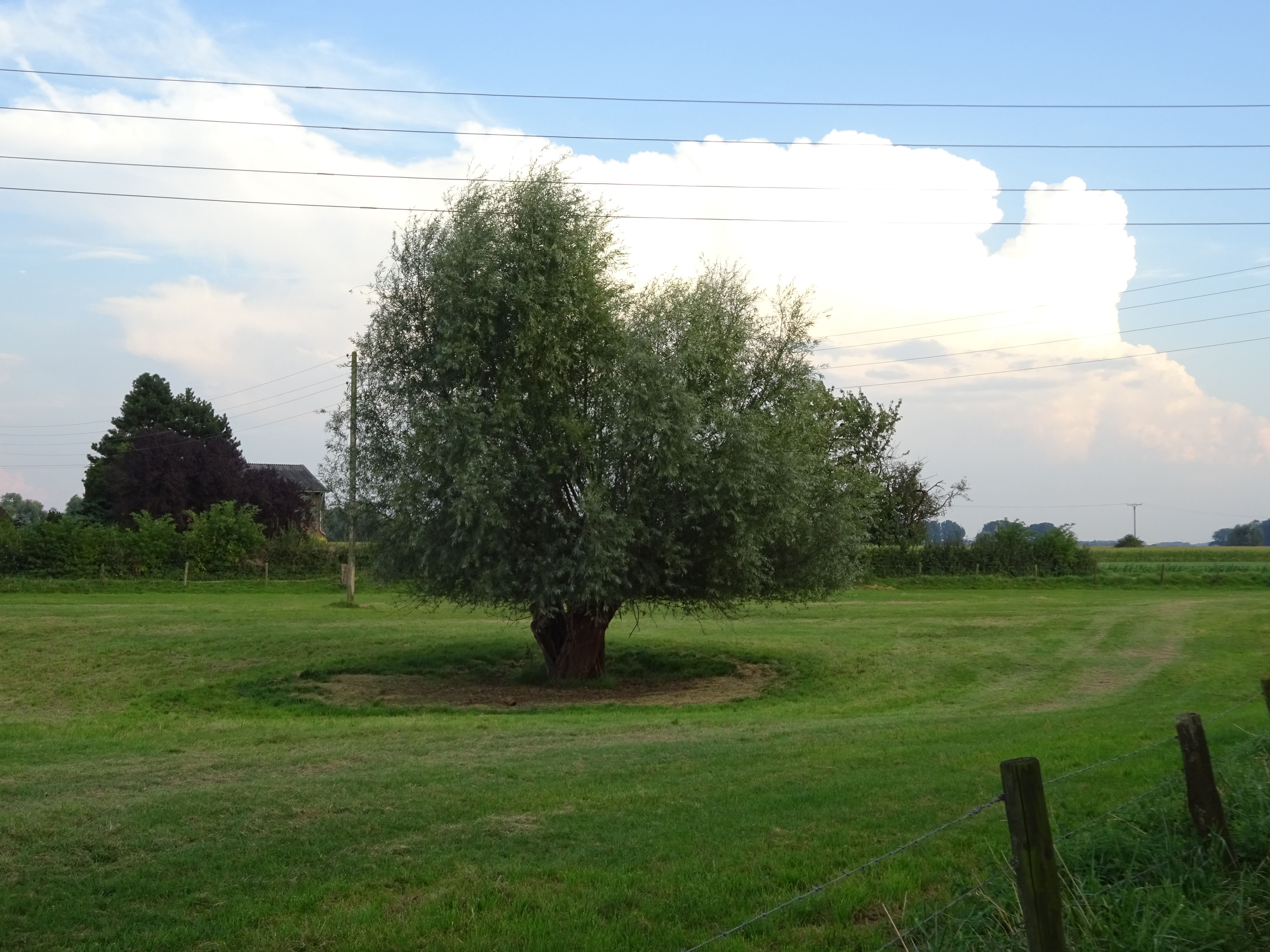
Een knotwilg in een weide aan de Emmericher Straße
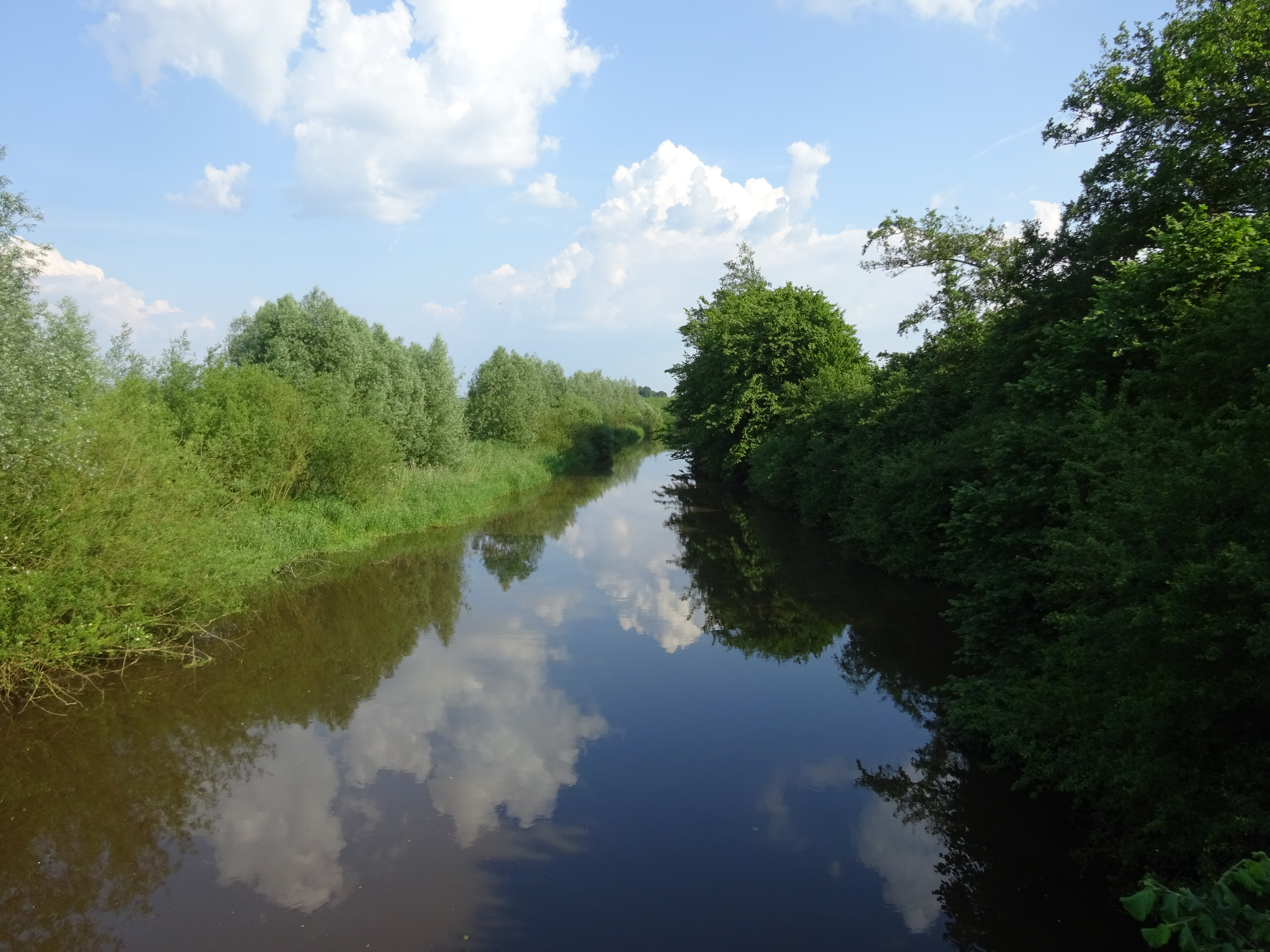
De Kalflack
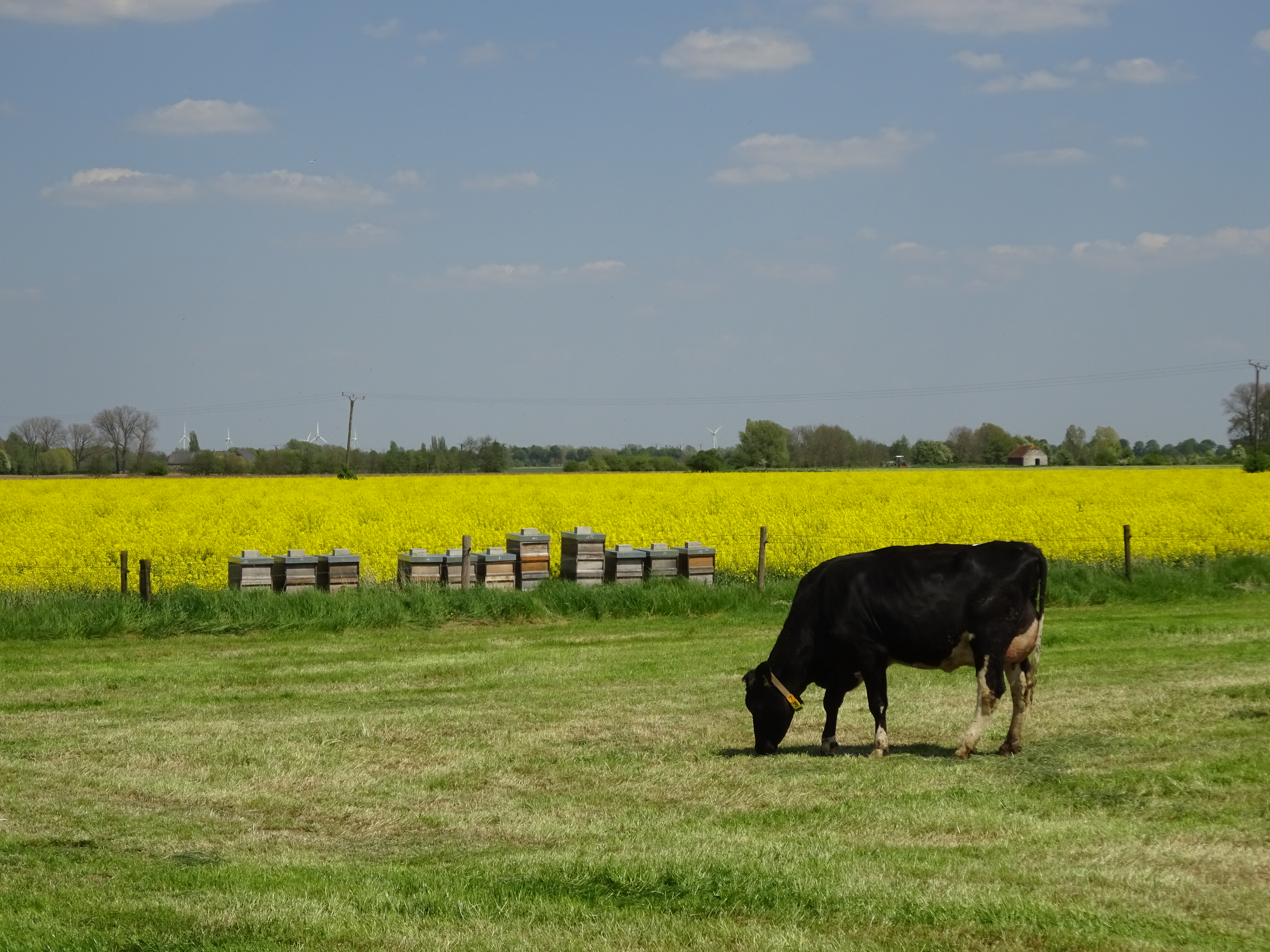
Bijenkorven en koe bij een koolzaadveld
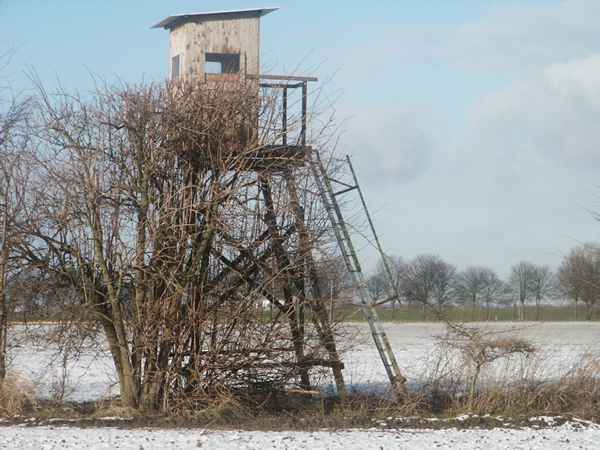
Hoogzit voor de jacht

Dorpen: Altkalkar · Appeldorn · Grieth · Hanselaer · Hönnepel · Kehrum · Neulouisendorf · Niedermörmter · Wissel
Buurtschap: Emmericher Eyland · Polders: Bylerward · Wisselward